# Club Baloncesto Miraflores 2021-2022
Questa voce raccoglie le informazioni riguardanti il Club Baloncesto Miraflores nelle competizioni ufficiali della stagione 2021-2022.

## Stagione
La stagione 2021-2022 del Club Baloncesto Miraflores è la 5ª nel massimo campionato spagnolo di pallacanestro, la Liga ACB.

## Roster
Aggiornato al 14 dicembre 2024.
| Hereda San Pablo Burgos 2021-22 | Hereda San Pablo Burgos 2021-22 |
| Giocatori                       | Staff tecnico                   |
| ------------------------------- | ------------------------------- |

| N. | Naz.                                                     | Ruolo | Nome              | Anno | Alt.   | Peso   |  |
| -- | -------------------------------------------------------- | ----- | ----------------- | ---- | ------ | ------ |  |
| 1  | Serbia (bandiera)                                        | C     | Dejan Kravić      | 1990 | 212 cm | 109 kg |  |
| 2  | Regno Unito (bandiera) · Spagna (bandiera)               | G     | Kareem Queeley    | 2001 | 193 cm | 90 kg  |  |
| 3  | Estonia (bandiera)                                       | G     | Kristian Kullamäe | 1999 | 194 cm | 90 kg  |  |
| 5  | Stati Uniti (bandiera) · Kazakistan (bandiera)           | P     | Anthony Clemmons  | 1994 | 187 cm | 90 kg  |  |
| 6  | Slovenia (bandiera)                                      | P     | Aleksej Nikolić   | 1995 | 191 cm | 92 kg  |  |
| 7  | Bielorussia (bandiera)                                   | AG    | Maksim Salaš      | 1995 | 206 cm | 100 kg |  |
| 8  | Brasile (bandiera) · Italia (bandiera)                   | G     | Vítor Benite (C)  | 1990 | 194 cm | 88 kg  |  |
| 10 | Argentina (bandiera)                                     | P     | Gonzalo Corbalán  | 2002 | 193 cm |        |  |
| 11 | Spagna (bandiera)                                        | AP    | Dani Díez         | 1993 | 201 cm | 96 kg  |  |
| 12 | Stati Uniti (bandiera) · Regno Unito (bandiera)          | PG    | Tarik Phillip     | 1993 | 191 cm | 87 kg  |  |
| 17 | Nigeria (bandiera)                                       | AG    | Suleiman Braimoh  | 1989 | 203 cm | 104 kg |  |
| 20 | Stati Uniti (bandiera)                                   | AG    | Hayden Dalton     | 1996 | 203 cm | 88 kg  |  |
| 22 | Spagna (bandiera)                                        | AP    | Xavi Rabaseda     | 1989 | 196 cm | 93 kg  |  |
| 25 | Stati Uniti (bandiera) · Romania (bandiera)              | G     | Tyrus McGee       | 1991 | 189 cm | 93 kg  |  |
| 25 | Haiti (bandiera)                                         | C     | Cady Lalanne      | 1992 | 208 cm | 113 kg |  |
| 27 | Spagna (bandiera)                                        | G     | Marc García       | 1996 | 197 cm | 82 kg  |  |
| 31 | Stati Uniti (bandiera)                                   | AG    | Jarell Eddie      | 1991 | 201 cm | 99 kg  |  |
| 32 | Stati Uniti (bandiera) · Bosnia ed Erzegovina (bandiera) | P     | Alex Renfroe      | 1986 | 191 cm | 77 kg  |  |
| 35 | Camerun (bandiera)                                       | C     | Landry Nnoko      | 1994 | 208 cm | 113 kg |  |
| 45 | Stati Uniti (bandiera)                                   | C     | Julian Gamble     | 1989 | 208 cm | 113 kg |  |
| 77 | Stati Uniti (bandiera)                                   | C     | Steve Zack        | 1992 | 211 cm | 111 kg |  |
| -  | Spagna (bandiera)                                        | A     | Álvaro Martínez   | 2003 | 199 cm |        |  |

| Allenatore |
| - Žan Tabak (fino al 15 novembre) - Felix Alonso (dal 15 novembre fino al 29 novembre) - Salva Maldonado (dal 29 novembre al 10 gennaio) - Paco Olmos (dal 10 gennaio) |
| Assistente/i |
| - Felix Alonso (fino al 15 novembre e dal 29 novembre) - Fran Hernández Legenda - (C) Capitano - (IN) Inattivo - Infortunato Roster                                    |

## Mercato

### Sessione estiva
| Acquisti | Acquisti          | Acquisti          | Acquisti      | Acquisti |
| R.a      | Nome              | da                | Modalità      |          |
| -------- | ----------------- | ----------------- | ------------- | -------- |
| P        | Aleksej Nikolić   | BCM Gravelines    | svincolato    |          |
| G        | Marc García       | Fuenlabrada       | svincolato    |          |
| G        | Kristian Kullamäe | Palma             | fine prestito |          |
| G        | Tyrus McGee       | Hapoel Holon      | svincolato    |          |
| AP       | Dani Díez         | Canarias Tenerife | svincolato    |          |
| AG       | Suleiman Braimoh  | H. Gerusalemme    | svincolato    |          |
| C        | Goran Huskić      | Bilbao Berri      | fine prestito |          |
| C        | Steve Zack        | Socar Petkimspor  | svincolato    |          |

| Cessioni | Cessioni         | Cessioni           | Cessioni       | Cessioni |
| R.       | Nome             | a                  | Modalità       |          |
| -------- | ---------------- | ------------------ | -------------- | -------- |
| P        | Omar Cook        | Saragozza          | fine contratto |          |
| P        | Alex Renfroe     | Leones de Ponce    | fine contratto |          |
| G        | Thaddus McFadden | Murcia             | fine contratto |          |
| GA       | Álex Barrera     | Free agent         | fine contratto |          |
| A        | Miquel Salvó     | Gran Canaria       | fine contratto |          |
| AG       | Alberto Alonso   | Tizona Burgos      | fine contratto |          |
| AG       | Ken Horton       | Free agent         | fine contratto |          |
| AC       | Jasiel Rivero    | Valencia           | fine contratto |          |
| C        | Goran Huskić     | Mitteldeutscher BC | fine contratto |          |
| C        | Jordan Sakho     | Manresa            | fine prestito  |          |

### Dopo l'inizio della stagione
| Acquisti | Acquisti         | Acquisti          | Acquisti          | Acquisti   |
| R.       | Nome             | da                | Data              | Modalità   |
| -------- | ---------------- | ----------------- | ----------------- | ---------- |
| P        | Alex Renfroe     | Leones de Ponce   | 30 settembre 2021 | svincolato |
| C        | Julian Gamble    | Canarias Tenerife | 10 novembre 2021  | svincolato |
| AG       | Hayden Dalton    | Bourg-en-Bresse   | 4 dicembre 2021   | svincolato |
| C        | Landry Nnoko     | Saski Baskonia    | 5 gennaio 2022    | svincolato |
| AG       | Jarell Eddie     | Strasburgo        | 13 gennaio 2022   | svincolato |
| PG       | Tarik Phillip    | Reyer Venezia     | 31 gennaio 2022   | svincolato |
| P        | Anthony Clemmons | Türk Telekom      | 21 aprile 2022    | svincolato |
| C        | Cady Lalanne     | Suwon Sonicboom   | 28 aprile 2022    | svincolato |

| Cessioni | Cessioni         | Cessioni       | Cessioni         | Cessioni       |
| R.       | Nome             | a              | Data             | Modalità       |
| -------- | ---------------- | -------------- | ---------------- | -------------- |
| AG       | Suleiman Braimoh | H. Gerusalemme | 27 novembre 2021 | rescissione    |
| C        | Steve Zack       | Hapoel Holon   | 27 novembre 2021 | rescissione    |
| AG       | Hayden Dalton    | Free agent     | 9 gennaio 2022   | fine contratto |
| G        | Tyrus McGee      | Hapoel Holon   | 24 gennaio 2022  | rescissione    |
| C        | Dejan Kravić     | Málaga         | 28 gennaio 2022  | rescissione    |
| C        | Julian Gamble    | Free agent     | 21 aprile 2022   | rescissione    |